# Spherillo dorsalis
Spherillo dorsalis är en kräftdjursart som först beskrevs av Akitoshi Iwamoto 1943.  Spherillo dorsalis ingår i släktet Spherillo och familjen Armadillidae. Inga underarter finns listade i Catalogue of Life.